# Селихово (Кашинский район)
Се́лихово — деревня, в составе Кашинского городского округа, в двух километрах от Верхней Троицы. На деревню идет ответвление от автодороги «Кушалино— Горицы— Кашин— Калязин». от деревни Поповка до села Славково. Деревня находится недалеко от реки Медведица. Через деревню протекает маленькая речка Мурмышка.
В деревне около 30 домов, одна улица, через деревню проходит дорога (неасфальтированная) прямо на Верхнюю Троицу.